# Giovanni Gozzadini

Stemma Gozzadini

Giovanni Gozzadini (Bologna, 15 ottobre 1810 – Ronzano, 25 agosto 1887) è stato uno storico, archeologo e politico italiano.

## Biografia
Figlio del conte Giuseppe Gozzadini e di Laura Cararesi Papafava, fu l'ultimo discendente maschio di una nobile e antichissima famiglia bolognese che diede uomini d'arme, politici, medici e giuristi; si dedicò alle ricerche storiche e all'archeologia. A lui si deve il primo meticoloso studio delle torri gentilizie di Bologna, che nel 1875 pubblica con una monografia; ne conta più di 200, e con accurato studio ne attesta un centinaio.
Studia anche le antiche mura di Bologna.
Prendendo spunto da un documento datato 1287, sostiene l'ipotesi che la terza cerchia muraria fosse nel XIV secolo ancora lignea, al contrario delle porte, che già presentavano una struttura in pietra.
Nel 1840 sposa Maria Teresa Serego Alighieri, che dopo il matrimonio da Verona si trasferisce a Bologna.
Il loro primo figlio muore a soli tredici mesi dalla nascita.
Il 15 marzo 1845 nasce l'ultima erede della famiglia Gozzadini, Anna Gozzadina, che nel 1865 andrà in sposa al conte Antonio Zucchini Solimei.
Nonostante da giovane si fosse dedicato agli studi storici, la fama di Gozzadini è legata alla storia dell'archeologia nazionale ed internazionale e alla scoperta fortuita dei resti della fase di formazione più antica degli Etruschi. Dagli scavi compiuti nella sua tenuta di Villanova di Castenaso, sotto la parrocchia di Santa Maria delle Caselle, nel 1853 vennero alla luce infatti 193 tombe (179 a incinerazione e 14 a inumazione), appartenenti ad una civiltà fino a quel momento sconosciuta e risalenti all'età del Ferro. Dal nome della sua tenuta, la Villa Nova di campagna, così chiamata per distinguerla dal palazzo di città che i coniugi Gozzadini possedevano in via Santo Stefano a Bologna, questa cultura fu chiamata civiltà villanoviana.
Sempre a lui furono affidate le prime campagne di scavo che, dal 1862 al 1870, portarono alla luce la necropoli etrusca di Marzabotto, finanziate dai conti Aria, allora proprietari dell'intero Pianoro di Misano.
Nel 1848 acquista la proprietà dell'Eremo di Ronzano, poco fuori Bologna. Il conte riporterà l'eremo all'antico splendore e lo utilizzerà come residenza privata. Tra le scoperte dei restauri 16 antichi capitelli corinzi.
Il luogo divenne ben presto un salotto culturale arricchito dalla presenza di personaggi come Marco Minghetti, Aleardo Aleardi, Giosuè Carducci, Francesco Paolo Perez, Almerico da Schio e molti altri.
Nel 1860 rintraccia il corso del Setta, nei 17 km che vengono percorsi nelle viscere del Monte Mario, prima di arrivare nella città di Bologna.
Il cunicolo è costruito in parte in roccia scavata, in parte in muratura, è percorribile agevolmente da una persona eretta e presenta scale di accesso e pozzi di aerazione.
Nel 1876 dirige i primi lavori di restauro della Basilica di Santo Stefano con la stretta collaborazione dell'architetto Raffaele Faccioli, futuro responsabile dell'Ufficio Regionale per la Conservazione dei Monumenti.

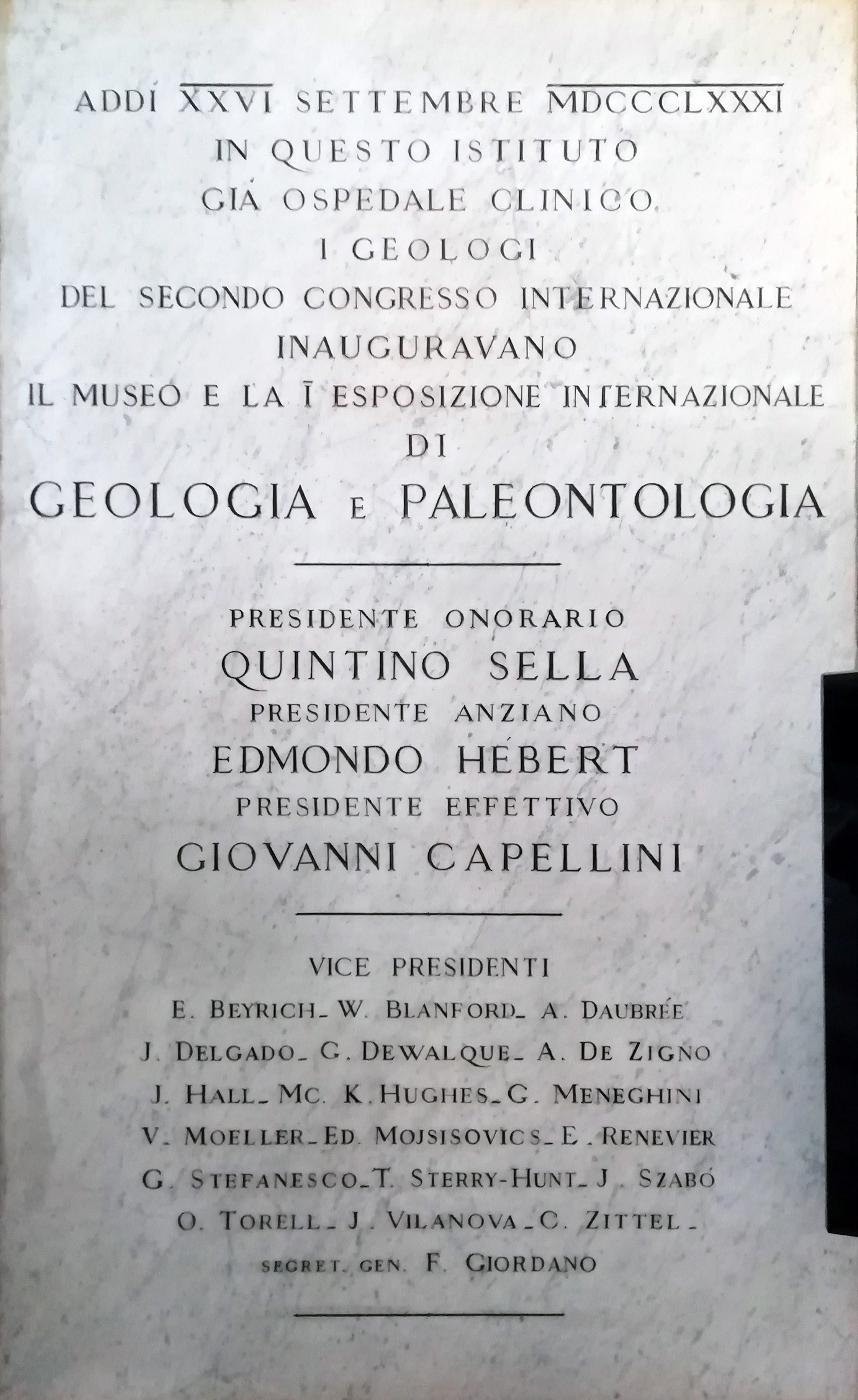
Targa a ricordo del Congresso internazionale di geologia e paleontologia del 1881 a Bologna, al Museo geologico Giovanni Capellini

Nel 1881, in occasione del Congresso Geologico Italiano che si tiene a Bologna, pubblica L'Appennino bolognese 1881, che contiene contributi sulla geologia e mineralogia, sulla paleontologia, l'archeologia, la storia, e sulla flora e la fauna dell'Appennino.
A questa guida collaborano anche l'archeologo Edoardo Brizio, Olindo Guerrini, il geografo Domenico Giannitrapani, lo storico e restauratore Alfonso Rubbiani. Nel volume si trova anche un capitolo dell'ispettore Ermete De-Job relativo al problema forestale e del rimboschimento, con una nota del prof. Luigi Bombicci sul disboscamento e sulle sue conseguenze.
Presidente della Deputazione di storia patria sedente in Bologna, direttore della prima Esposizione nazionale di oggetti preistorici, quivi bandita nel 1871, die’ splendide prove della vasta sua cultura. La Germania, la Francia, la Danimarca glielo attestarono con particolari dimostrazioni d’onori; e il re Vittorio Emanuele lo volle singolarmente onorato con una speciale medaglia che della sua peregrina erudizione testimoniasse. Colla morte del conte Giovanni Gozzadini è stato tolto alla patria un fior di gentiluomo, uno spirito eletto, un cittadino dottissimo.»
(Senato del Regno, Atti parlamentari. Discussioni, 18 novembre 1887)
Giovanni Gozzadini morì a Ronzano nell'agosto del 1887. è sepolto nella Certosa di Bologna, nel Chiostro Annesso al Maggiore, lato sud, arco 31. Nella cella di famiglia il suo busto affianca quello della consorte e sovrasta la lapide che lo ricorda.
La figlia e unica erede Anna Gozzadina (1845-1899), alla propria morte il 3 marzo 1899, lasciò il grande patrimonio di famiglia all'Ospedale di Bologna. Ancora oggi la Clinica Pediatrica Universitaria Gozzadini di Bologna ne porta il nome.

## Raccolta Gozzadini
Nell'Archiginnasio di Bologna, dal 1909, è custodito un lascito che comprende 400 tra stampe e disegni in parte riferentisi alla storia, all'arte e all'architettura locali.
Importante è la cospicua collezione di opuscoli di Giulio Cesare Croce, cantore della Bologna del '500.

## Targhe a Bologna

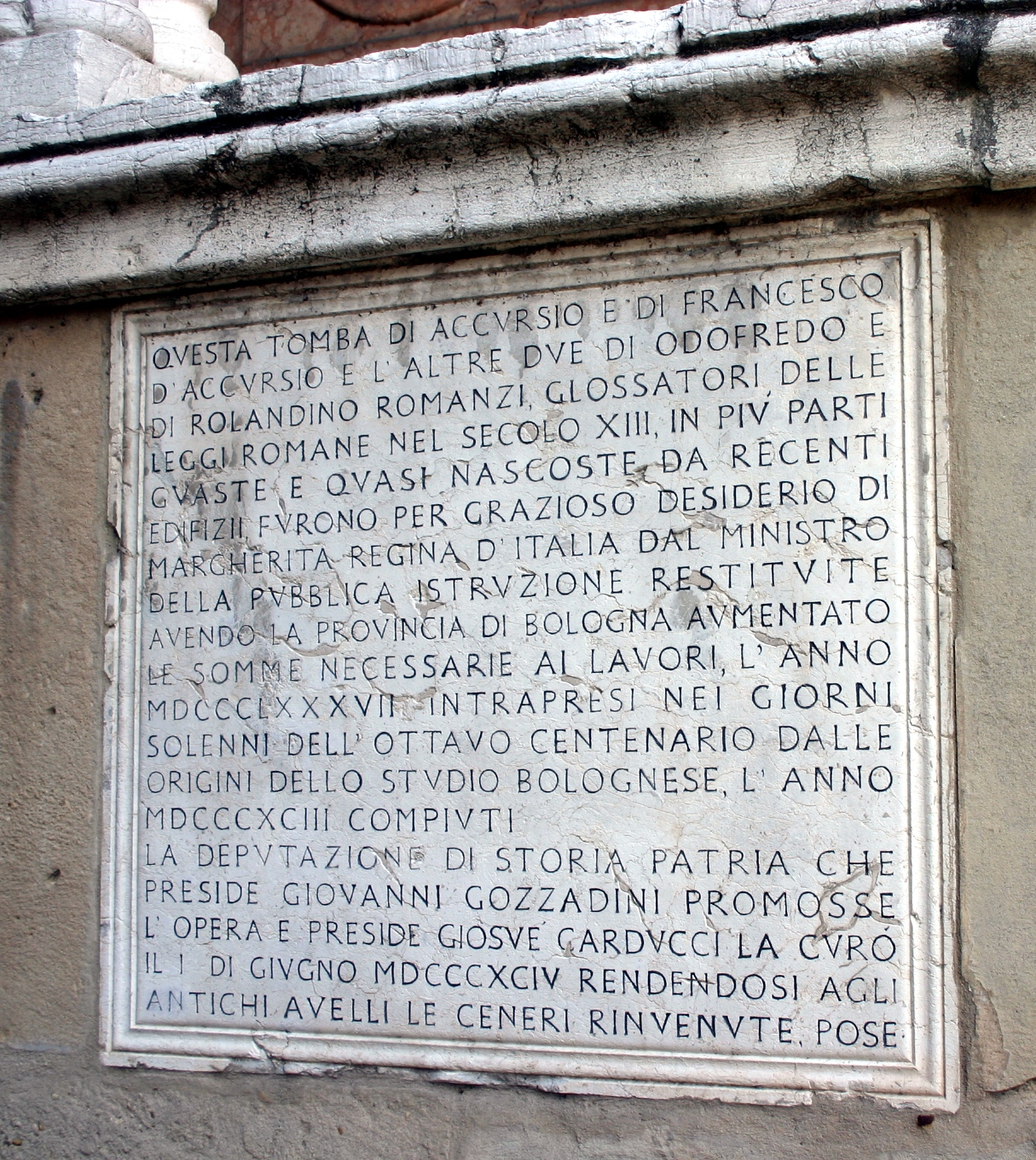
Targa sulla tomba del glossatore Accursio

Giovanni Gozzadini è ricordato in numerose targhe, fra cui: 
- una targa sulla tomba del glossatore Accursio, in piazza Malpighi a Bologna[8]

D'ACCURSIO E L'ALTRE DUE DI ODOFREDO E
DI ROLANDINO ROMANZI GLOSSATORI DELLE
LEGGI ROMANE NEL SECOLO XIII, IN PIÙ PARTI
GUASTE E QUASI NASCOSTE DA RECENTI
EDIFIZII, FURONO PER GRAZIOSO DESIDERIO DI
MARGHERITA REGINA D'ITALIA, DAL MINISTRO
DELLA PUBBLICA ISTRUZIONE RESTITUITE
AVENDO LA PROVINCIA DI BOLOGNA AUMENTATO
LE SOMME NECESSARIE AI LAVORI, L'ANNO
MDCCCLXXXVII[ ] INTRAPRESI NEI GIORNI
SOLENNI DELL'OTTAVO CENTENARIO DALLE
ORIGINI DELLO STUDIO BOLOGNESE, L'ANNO
MDCCCXCIII COMPIUTI
LA DEPUTAZIONE DI STORIA PATRIA CHE
PRESIDE GIOVANNI GOZZADINI PROMOSSE
L'OPERA E PRESIDE GIOSUE' CARDUCCI LA CURÒ
IL I DI GIUGNO MDCCCXCIV RENDENDOSI AGLI
ANTICHI AVELLI LE CENERI RINVENUTE, POSE.»
- una targa su Palazzo Gozzadini in via Santo Stefano 58 a Bologna[9]

COLLA CONSORTE AMATISSIMA
M.T. DI SEREGO ALLIGHIERI
VISSE
IL CONTE GIOVANNI GOZZADINI
SENATORE DEL REGNO
ULTIMO DELLA SUA GENTE
ARCHEOLOGO E STORICO INSIGNE
N. XV OTT. MDCCCX
M. XXV AGO. MDCCCLXXXVII
_________
IL CUGINO ALVISE DA SCHIO
A MEMORIA POSE
MDCCCCX»

## Cariche, titoli e onorificenze
- Deputato all'Assemblea nazionale delle Romagne[10] nel 1859
- Consigliere comunale supplente di Bologna dall'11 agosto 1851 e nel 1863
- Consigliere comunale di Bologna dall'ottobre 1859
- Direttore generale del Museo civico di Bologna dal 7 gennaio 1878
- Vicepresidente della Commissione consultiva conservatrice dei monumenti d'arte ed oggetti d'antiquariato della provincia di Bologna dal 1879 al 1886
- Presidente della Commissione consultiva conservatrice dei Monumenti d'arte e oggetti di antichità di Bologna
- Ispettore della Direzione generale degli scavi
- Ispettore del Commissario degli scavi e musei per l'Emilia e per le Marche
- Presidente della Commissione incaricata di rinvenire a Ravenna le spoglie di Dante Alighieri dal giugno 1865
- Socio della Deputazione di storia patria per le province di Romagna
- Presidente perpetuo della Deputazione di storia patria per le province di Romagna
- Socio corrispondente dell'Ateneo di Brescia dal 4 agosto 1864
- Socio dell'Accademia delle scienze, lettere e arti di Modena dal 1869
- Socio nazionale dell'Accademia dei Lincei di Roma dal 19 dicembre 1881

## Opere
- Memorie per la vita di Giovanni II Bentivoglio, Bologna 1839
- Cronaca di Ronzano e memorie di Loderingo d'Andalò frate godente, 1851
- Intorno all'acquedotto ed alle terme di Bologna, Memoria, Bologna 1864
- Studi archeologici topografici sulla città di Bologna, 1868
- Di alcuni sepolcri della necropoli Felsinea, Bologna, 1868.
- Monografie sulle torri gentilizie bolognesi, 1875
- Delle torri gentilizie di Bologna, e delle famiglie alle quali prima appartennero, 1880
- Di alcuni avvenimenti in Bologna e nell'Emilia dal 1506 al 1511 e dei cardinali legati A.Ferrario e F.Alidosi, 1886